# پاوهوسکا (اکلاهما)
پاوهوسکا(به انگلیسی: Pawhuska) شهری در ایالت اکلاهما کشور ایالات متحده آمریکا است که جمعیت آن در سرشماری سال ۲۰۱۰ میلادی، ۳٬۵۸۴ نفر بوده‌است.